# The Good, The Bad & The Queen
The Good, The Bad & The Queen, britisk-baseret rockband med den engelske sanger Damon Albarn (også kendt fra Blur og Gorillaz) i spidsen.
Bandet har udgivet et selvbetitlet debutalbum i 2007, og består udover Albarn af følgende musikere:
- Simon Tong, også kendt fra The Verve
- Paul Simonon, også kendt fra The Clash
- Tony Allen, også kendt fra Fela Kuti

## Diskografi
- The Good, the Bad & the Queen (2007)
- Merrie Land (2018)